# Olympische Jugend-Winterspiele 2024/Teilnehmer (Indien)
| Gelbes Symbol für Goldmedaillen mit stilisierten Olympischen Ringen | Graues Symbol für Silbermedaillen mit stilisierten Olympischen Ringen | Braundes Symbol für Bronzemedaillen mit stilisierten Olympischen Ringen |
| ------------------------------------------------------------------- | --------------------------------------------------------------------- | ----------------------------------------------------------------------- |
| —                                                                   | —                                                                     | —                                                                       |

Indien nahm an den Olympischen Jugend-Winterspielen 2024 in der südkoreanischen Provinz Gangwon mit einem Athleten teil.

## Teilnehmer nach Sportart

### Ski Alpin
| Athleten     | Wettbewerb   | Lauf 1      | Lauf 1 | Lauf 2  | Lauf 2 | Gesamt      | Gesamt |
| Athleten     | Wettbewerb   | Zeit        | Rang   | Zeit    | Rang   | Zeit        | Rang   |
| ------------ | ------------ | ----------- | ------ | ------- | ------ | ----------- | ------ |
| Herren       |              |             |        |         |        |             |        |
| Sahil Thakur | Riesenslalom | 1:04,67 min | 62     | 57,85 s | 47     | 2:02,52 min | 47     |
| Sahil Thakur | Slalom       | 1:07,14 min | 61     | DNF     | DNF    | DNF         | DNF    |